# Fährverbindung Bergkvara–Mörbylånga
| Spurweite: | 1435 mm (Normalspur) |                                   |                                   |
| |                      |                                   |                                   |
| \| \| \| Östra Blekinge järnväg von Torsås \| (1067 mm) \| \| \| \| Bergkvara \| \| \| \| \| Trajekt Bergkvara–Mörbylånga \| \| \| \| \| Södra Ölands Järnväg von Borgholm \| \| \| \| \| Mörbylånga hamn \| \| \| \| 17 \| Mörbylånga \| Mörbylånga \| \| \| \| Mörbylånga sockerbruk \| \| \| \| \| Södra Ölands Järnväg nach Ottenby \| (891 mm) \| |                      |                                   |                                   |
| Strecke (außer Betrieb) |                      | Östra Blekinge järnväg von Torsås | (1067 mm)                         |
| Dienststation / Betriebs- oder Güterbahnhof (Strecke außer Betrieb) |                      | Bergkvara                         | Bergkvara                         |
| Eisenbahnfähre (Strecke außer Betrieb) |                      | Trajekt Bergkvara–Mörbylånga      | Trajekt Bergkvara–Mörbylånga      |
| Strecke (außer Betrieb) · Strecke (außer Betrieb) |                      | Södra Ölands Järnväg von Borgholm | Södra Ölands Järnväg von Borgholm |
| Abzweig geradeaus und von rechts (Strecke außer Betrieb) · Strecke (außer Betrieb) |                      | Mörbylånga hamn                   | Mörbylånga hamn                   |
| Bahnhof (Strecke außer Betrieb) · Strecke (außer Betrieb) | 17                   | Mörbylånga                        | Mörbylånga                        |
| Strecke nach links (außer Betrieb) · Abzweig quer, nach rechts und von rechts (Strecke außer Betrieb) |                      | Mörbylånga sockerbruk             | Mörbylånga sockerbruk             |
| Strecke (außer Betrieb) |                      | Södra Ölands Järnväg nach Ottenby | (891 mm)                          |

Die Fährverbindung Bergkvara–Mörbylånga war eine von 1953 bis 1958 betriebene schwedische Eisenbahnfährlinie von Bergkvara in Småland nach Mörbylånga auf der Insel Öland.

## Geschichte
Die Zuckerfabrik Mörbylånga sockerbruk in Mörbylånga auf Öland wurde 1908 in Betrieb genommen. Die zu verarbeitenden Zuckerrüben von Öland wurden größtenteils auf der Schiene transportiert. In den 1920er und 1930er Jahren fuhren Güterzüge der Södra Ölands Järnväg mit 40 Wagen. Täglich kamen etwa 130 Eisenbahnwagen zur Zuckerfabrik. In zehn Minuten wurden in der Zuckerfabrik neun Tonnen Rüben verarbeitet, die einem Eisenbahnwagen entsprachen.
Als 1953 die Zuckerfabrik in Karlshamn geschlossen wurde, mussten die Rüben aus Småland, Blekinge und von Gotland nach Mörbylånga gebracht werden. Diese wurden mit dem LKW nach Bergkvara transportiert. Dort wurden sie auf Güterwagen verladen, die zwischen September und Weihnachten mit der Eisenbahnfähre MS Betula nach Mörbylånga auf Öland gebracht wurden.
Da die Svenske Sukkerfabriks AB in Skåne mehrere hundert nicht benötigte Normalspurwagen besaß, wurde der Transport mit diesen Wagen durchgeführt, da ein durchgehender Fährverkehr wegen der unterschiedlichen Spurweiten in den beiden Häfen nicht möglich gewesen wäre. Zudem hätte die Strecke Karlskrona–Torsås–Bergkvara der Östra Blekinge Järnväg diesen umfangreichen Verkehr nicht bewältigen können.
In Bergkvara gab es eine kurze normalspurige Strecke zwischen dem Umschlagplatz und dem Fähranleger. In Mörbylånga führte das Normalspurgleis vom Fähranleger zur Zuckerfabrik und bildete mit dem Gleis der Södra Ölands Järnväg, die mit dem Schmalspurgleis der Spurweite 891 mm bereits seit 1910 die Zuckerfabrik an das Schienennetz anschloss,  ab dem Hafen ein Dreischienengleis. Die Normalspurwagen wurden mit einer Rangierlokomotive der Spurweite von 1435 mm befördert, die bei Bedarf mit der Fähre überführt wurde. Dazu wurde der im Eigentum der Zuckerfabrik stehende, von Bjurström AB Slipmaterial in Västervik 1930 gebaute, schmalspurige Lokomotor 8 1953 von 891 mm auf Normalspur umgebaut.
Der Fähranleger im nordöstlichen Teil des Hafens in Mörbylånga wurde von der Hafenverwaltung auf Kosten der Zuckerfabrik errichtet. Nach der Rübensaison 1958 wurden der Transport von Zuckerrüben und der Fährverkehr eingestellt und das Fährterminal zurückgebaut. 1991 wurde die Zuckerfabrik in Mörbylånga geschlossen.

## Fährschiff Betula
Die Betula wurde 1953 als Perch Rock von Svenske Sukkerfabriks AB gekauft und mit vermutlich drei Gleisen in Normalspur ausgerüstet. Sie beförderte außerhalb der Zuckerrübensaison Fahrzeuge im Auftrag der LB Færgerne zwischen der dänischen Stadt Helsingør und der schwedischen Stadt Helsingborg. So konnte die Fähre das gesamte Jahr eingesetzt werden.